# Ligne de Nantes à Saint-Gilles-Croix-de-Vie
La ligne de Nantes à Saint-Gilles-Croix-de-Vie est une relation ferroviaire commerciale de 84 kilomètres qui emprunte les tronçons suivants :
- la section de Nantes à Soullans de l'ancienne ligne de Nantes-État à La Roche-sur-Yon par Sainte-Pazanne ;
- le nouveau raccordement entre Soullans et Notre-Dame-de-Riez construit en 1982 ;
- la quasi-totalité de l'ancienne ligne de Commequiers à Saint-Gilles-Croix-de-Vie à partir de Notre-Dame-de-Riez (les 1 310 derniers mètres du tronçon desservant la gare de Commequiers ayant été déferrés).

En 2019, il faut environ 1 h 15 pour la parcourir entièrement, soit une moyenne de 67 km/h. Le meilleur temps est de 1 h 10.

## Histoire

### Chronologie
- 11 septembre 1875 : ouverture par la Compagnie de chemin de fer nantais de la ligne jusqu'à Sainte-Pazanne ainsi que de l'antenne allant à Pornic
- 25 mars 1876 : prolongement jusqu'à Machecoul
- 25 mai 1878 : l'État nationalise par décret la Compagnie de chemin de fer nantais à la suite de sa faillite ; elle est remplacée par la Compagnie des chemins de fer de l'État[2]
- 30 décembre 1878 : prolongement à Challans
- 19 septembre 1880 : prolongement à La Roche-sur-Yon
- 17 octobre 1881 : ouverture de l'antenne Commequiers - Saint-Gilles-Croix-de-Vie orientée à l'époque vers La Roche-sur-Yon et non vers Nantes
- 1940 : première fermeture de la ligne qui sera rouverte à la fin de la guerre
- Septembre 1970 : fermeture de la ligne l'hiver
- Septembre 1982 : mise à 90 km/h de la ligne ; réouverture à l'année ; neutralisation de la section de Commequiers à La Roche-sur-Yon, avec raccordement à Soullans de l'antenne de Saint-Gilles-Croix-de-Vie vers la ligne menant à Nantes.

### Genèse
Reliant historiquement Nantes-État à La Roche-sur-Yon via Sainte-Pazanne, Challans et Aizenay, le tracé de cette ligne à voie unique a été modifié une première fois en 1960, sur l'actuelle île de Nantes : celle-ci venant de la gare de Nantes via boulevard Vincent-Gâche après avoir traversé le boulevard des Martyrs-Nantais-de-la-Résistance par l'intermédiaire d'un passage à niveau, empruntait également la partie orientale du boulevard Babin-Chevaye sur son accotement sud, avant de bifurquer par l'actuelle rue Paul-Nizan pour rejoindre la gare de l'État. C'est pour supprimer cet inconvénient constituant de plus un problème pour la circulation automobile entre les deux rives de la Loire qu'un nouveau tracé plus au Sud fut adopté, évitant du coup les rebroussements en gare de l'État et faisant traverser le boulevard Général-De-Gaulle, le boulevard des Martyrs-Nantais-de-la-Résistance et le boulevard Victor-Hugo par l'intermédiaire de ponts.

### Renaissance en 1982
Le tracé sera modifié une deuxième fois, en 1982, lors de sa réouverture. En effet, avant cette date, les trains venant de Nantes via Sainte-Pazanne, étaient contraints d'effectuer une manœuvre de rebroussement à Commequiers (qui était également reliée directement à La Roche-sur-Yon sans aucune manœuvre) avant de continuer leurs parcours vers Saint-Gilles. Afin de procéder à une réouverture toute l'année du tronçon Commequiers - Saint-Gilles (qui fut fermé en dehors de la période estivale), on décida alors de privilégier les liaisons ferroviaires entre la côte vendéenne et Nantes, plutôt qu'avec La Roche. Dans cet objectif, afin de raccourcir les temps de parcours (gain de temps d'environ 9 min), on supprima le rebroussement de Commequiers, en construisant en 1982 un raccordement légèrement en amont de cette gare, qui ne fut alors plus desservie, et venant directement de Challans.

### Modernisations à partir de 2009

#### Première phase de travaux en 2009
Une première étape de travaux a lieu entre 2009 et 2011 sur le tronçon situé entre Nantes et Sainte-Pazanne afin de refondre la signalisation et de relever la vitesse de circulation des trains de 90 à 140 km/h Depuis de nouveaux chantiers sont en cours pour l'amélioration du trafic, de nouveaux  travaux sont prévus en septembre 2014 pour une durée de 10 mois afin de rénover les sections de Sainte-Pazanne à Pornic et de Sainte-Pazanne à Saint-Gilles-Croix-de-Vie.
Depuis 2009, des travaux d'amélioration, comprenant la reconstruction de la voie (certaines portions datant de 1897 et 1905), des améliorations du tracé, et la modernisation de la signalisation, sont réalisés sur la ligne. Ils visent à utiliser le matériel roulant moderne à son plein potentiel, le but étant de porter la vitesse maximale à 140 km/h (possible grâce aux engins de type X 73500 ou X 76500 qui parcourent la ligne) au lieu des 90 ou 100 km/h en vigueur depuis 2000 (80 km/h sur l'antenne de Pornic), et des 70 km/h avant la réouverture de la ligne en 1982.
La première phase de travaux a consisté à refaire à neuf la voie entre Rezé et Sainte-Pazanne et à mettre en place une signalisation automatique (BAPR de voie banalisée) sur toute la ligne (de Nantes à Rezé, la ligne était déjà équipée d’une signalisation automatique : le BAL). Dès fin 2010, une nouvelle grille a été mise en application pour profiter pleinement de ces améliorations.
La chronologie a été la suivante :
- 13 décembre 2009 : premiers relèvements de vitesses entre Port-Saint-Père et Sainte-Pazanne ;
- 20 juillet 2010 : mise en service du PAI de Sainte-Pazanne ;
- 21 novembre 2010 : mise en service du BAPR de Sainte-Pazanne à Saint-Gilles-Croix-de-Vie (ainsi que sur l’antenne de Pornic) en remplacement du CAPI ;
- 16 janvier 2011 : mise en service du BAPR de Rezé à Sainte-Pazanne (avec pour conséquences, la suppression de l’arrêt général à Sainte-Pazanne et le relèvement de vitesse entre Rezé et Port Saint-Père) en remplacement du BM-VU ;
- 31 mai 2011 : inauguration du nouveau poste d'aiguillage (PAI) de Sainte-Pazanne[7].

#### Deuxième phase de travaux en 2014
La deuxième phase, inscrite au contrat de projet 2007-2013 et qui consiste à rénover la voie pour augmenter la vitesse limite praticable de Sainte-Pazanne à Saint-Gilles-Croix-de-Vie est en cours depuis le 1er septembre 2014, sans avoir eu la confirmation du financement de l'État. Cette rénovation était devenue urgente car l'état de la voie s'était dégradé au point que la SNCF a réduit la vitesse des trains en février 2012 puis en novembre 2013, limitant leur circulation à 60 km/h contre 90 auparavant. Cette rénovation nécessite l'interruption totale des circulations ferroviaires sur ce tronçon jusqu'en juillet 2015.
Cette seconde phase devrait avoir renouvelé les six ponts-rails du trajet ainsi que le pont métallique du Falleron à Machecoul, l'ensemble de la voie (rails, traverses et ballast) et améliorer la signalisation. Les quais des gares de Saint-Hilaire-de-Riez et de Saint-Gilles-Croix-de-Vie devraient être refaits afin d'améliorer l'accessibilité aux personnes handicapées. Enfin, des passages à niveaux seront supprimés et d'autres, non gardés, seront automatisés. Elle devait s'achever le 4 juillet 2015 mais deux semaines avant cette date, la SNCF annonce que la réouverture est reportée de deux mois en raison de malfaçons électriques sur la signalisation ferroviaire et les passages à niveau, liées à une faiblesse du pilotage du chantier. Ce report prive la station balnéaire de Saint-Gilles-Croix-de-Vie de desserte ferroviaire durant la saison touristique, ce qui provoque de nombreuses réactions indignées d'élus et d'usagers,,. La réouverture a finalement eu lieu le 30 août 2015.
La nouvelle desserte envisagée une fois les deux phases réalisées est présentée dans le tableau ci-dessous.
| Liaison                            | Temps de parcours (en min) | Temps de parcours (en min) | Desserte (en AR/j) | Desserte (en AR/j) | Desserte (en AR/j) |
| Liaison                            | Temps de parcours (en min) | Temps de parcours (en min) | actuelle           | actuelle           | actuelle           |
| Liaison                            | actuel                     | prévu                      | en semaine         | le vendredi        | le week-end        |
| ---------------------------------- | -------------------------- | -------------------------- | ------------------ | ------------------ | ------------------ |
| Nantes - Sainte-Pazanne            | 29                         | 22                         | 10                 | 12                 | 6                  |
| Nantes - Machecoul                 | 39                         | 34                         | 9                  | 11                 | 6                  |
| Nantes - Challans                  | 50                         | 41                         | 9                  | 11                 | 6                  |
| Nantes - Saint-Gilles-Croix-de-Vie | 68                         | 58                         | 9                  | 11                 | 6                  |

| De                          | À                                   | Vitesse maxi | Vitesse maxi  | Vitesse maxi |
| De                          | À                                   | depuis 2000  | décembre 2009 | janvier 2011 |
| --------------------------- | ----------------------------------- | ------------ | ------------- | ------------ |
| Nantes (Km 0)               | Rezé-Pont Rousseau (Km 1,8)         | 50           | 50            | 50           |
| Rezé-Pont Rousseau (Km 1,8) | Km 6,3 (emb. ZI)                    | 90           | 90            | 120          |
| Km 6,3 (emb. ZI)            | Bouaye (Km 14,6)                    | 90           | 90            | 140          |
| Bouaye (Km 14,6)            | Port-Saint-Père (Km 20,2)           | 100          | 100           | 140          |
| Port-Saint-Père (Km 20,2)   | Sainte-Pazanne (km 20,6)            | 100          | 140           | 140          |
| Sainte-Pazanne (km 20,6)    | Saint-Gilles-Croix-de-Vie (Km 12,7) | 90           | 90            | 90           |

## Trafic
|                             | 1990   | 1995  | 2000   | 2005   | 2007   |
| --------------------------- | ------ | ----- | ------ | ------ | ------ |
| en milliers de voyages      | 297    | 138   | 252    | 477    | 569    |
| en milliers de voyageurs-km | 11 922 | 6 856 | 13 511 | 21 962 | 25 103 |

## Projet
L'électrification de la ligne, qui la rendrait alors parcourable par les TGV et mettrait Saint-Gilles-Croix-de-Vie à trois heures de Paris sans changement en gare de Nantes, était soutenue par les élus vendéens et municipaux, pour une mise en service en 2015. Bien que ceux-ci souhaitaient participer au financement de l'opération, elle n'a pas été retenue dans les travaux de rénovation.